# Frauke Dirickx
Frauke Dirickx (* 3. Januar 1980 in Halle) ist eine belgische Volleyballspielerin.

## Karriere
Dirickx begann ihre Karriere 1996 bei Isola Tongeren. 1997 wechselte sie zu Kärcher Herentals, wo sie 1999 belgischer Meister wurde. 2000 ging die Zuspielerin nach Italien und spielte bei Vicenza Volley, mit dem sie 2001 Sieger im europäischen CEV-Pokal wurde. Anschließend wechselte sie innerhalb Italiens zu Cerdisa Reggio Emilia, später zu Sassuolo Volley und schließlich erneut zu Vicenza Volley. 2005 ging sie zum spanischen Spitzenclub CAV Murcia 2005, mit dem sie 2007 spanischer Meister wurde und den europäischen Top Teams Cup gewann. Danach kehrte Dirickx für eine Saison zurück nach Italien und spielte für Yamamay Busto Arsizio. In der Saison 2008/09 wurde sie mit CSU Metal Galați rumänischer Meister. Sehr erfolgreich war Dirickx 2009/10 mit Fenerbahçe İstanbul, wo sie türkischer Meister und Pokalsieger wurde sowie das Finale in der Champions League erreichte. Nach einer erneuten Saison in Italien bei Spes Volley Conegliano ging sie 2011 in die polnische Liga. Hier gewann sie mit MKS Dąbrowa Górnicza zweimal den Pokal und wurde 2013 polnischer Vizemeister. Danach wechselte sie zum Ligakonkurrenten Impel Wrocław.
Diricks spielt seit 2000 auch in der belgischen Nationalmannschaft, mit der sie 2013 im Finale in der Europaliga mit 2:3 gegen Deutschland verlor und zur besten Zuspielerin des Turniers gewählt wurde. Im selben Jahr gewann sie bei der Europameisterschaft in Deutschland und der Schweiz die Bronzemedaille.